# Final Score
Final Score (La última jugada) es una película de suspenso y acción británica-estadounidense dirigida por Scott Mann y escrita por David T. Lynch y Keith Lynch, protagonizada por Dave Bautista (quien anteriormente trabajó con Mann en Heist), Ray Stevenson y Pierce Brosnan. 

## Sinopsis
Tras el ataque de un grupo terrorista fuertemente armado en un popular evento deportivo, Michael Knox debe utilizar su entrenamiento militar para salvar a las 35.000 personas que allí se dan cita. Entre ellas se encuentra la hija de su hermano caído en acción, un hecho que implica personalmente a Knox en el rescate.

## Reparto
- Dave Bautista como Michael Knox.
- Pierce Brosnan como Dimitri Belav.
- Ray Stevenson como Arkady Belav.
- Alexandra Dinu como Tatiana.
- Martyn Ford como Vlad Ivanov.
- Lara Peake como Danni.
- Amit Shah como Faisal Khan.
- Lucy Gaskell como Rachel.
- Ralph Brown como el comandante en jefe Steed.
- Julian Cheung como Agente Cho.
- Aaron McCusker como Capitán Reynolds.
- Bill Fellows como Superintendente Thompson.
- Pablo Casillas como Bleeding man.

## Producción
La película fue anunciada por primera vez en febrero de 2016, representada como "Die Hard en un estadio de fútbol", sería escrita por The Lynch Brothers y producida por Signature Films y The Fyzz Facility, con producción ejecutiva de Highland Films Group con un presupuesto de $20 millones. También se anunció que sería rodada en el Boleyn Ground, antigua casa de los West Ham United.
En julio de 2016, se reveló que Dave Bautista y Pierce Brosnan encabezarían el reparto, integrado también por Julian Cheung, Russell Phillips y Alexandra Dinu, con el director Scott Mann a la cabeza, y que el rodaje comenzaría el 8 de agosto de 2016 en el estadio. El rodaje comenzó oficialmente el 15 de agosto de 2016.

## Estreno
En junio de 2018, Sky Cinema lanzó un teaser tráiler, junto con un anuncio de que la película se estrenaría en el Reino Unido e Irlanda el 7 de septiembre de 2018. La película se estrenó en cines y en el servicio de televisión por suscripción de Sky Cinema el mismo día.